# 소토메정
소토메정( 外海町) 1960년부터 2005년까지 일본 나가사키현 니시소노기반도 남서부에 있던 정이며 니시소노기군에 속했다.
2005년 1월 4일에 니시소노기군 이오지마정·고야기정·산와정·소토메정·다카시마정·노모자키정과 함께 나가사키시에 편입되었다.
본 항목에서는 현재 나가사키시의 한 지구인 소토메(外海)에 대해서도 설명한다. 소토메 지구(나가사키시청 소토메 지역센터 관내)의 인구는 3,576명(2018년 2월 말 기준, 주민기본대장)이다. 내역은 구로사키 지구가 2,255명, 가미우라 지구가 1,181명, 이케시마 지구가 140명이다.

## 지리
가쿠리키나다(角力灘)에 면한 니시히노키 반도 남서부의 구릉지 및 가쿠리키나다에 떠 있는 이케시마를 비롯한 섬 지역을 마을 지역으로 삼고 있었다.
동쪽은 니시히노키 반도 중앙의 해발 300~500m 산지, 서쪽은 가쿠리키나다가 펼쳐져 있으며, 마을은 전체적으로 서향의 구릉지이다. 주요 하천은 구로사키강, 데즈강, 가미우라강 세 개로 하류에 각각 평야가 있고, 주변에 취락, 농경지, 항구가 있다. 마을을 벗어나면 조엽수림과 해안 식물군락, 조림에 의한 삼나무와 편백나무 숲이 펼쳐진다. 외해에 면한 해안은 대부분 가파른 절벽과 낙석 해안으로 이루어져 있다.
앞바다에 떠 있는 섬 중 유인도인 이케시마만 있다. 이케시마에는 이케시마 탄광이 운영되었으나 2001년 폐광했다.

## 역사
- 1889년 4월 1일 - 정촌제 시행에 의해 니시소노기군 고노우라촌, 구로사키촌이 성립하였다.
- 1955년 2월 11일 - 고노우라촌, 구로사키촌이 합병해, 소토메촌이 성립하였다.
- 1960년 5월 3일 - 정으로 승격해 소토메정이 되었다.
- 2005년 1월 4일 - 나가사키시에 편입되어 소토메정은 소멸하였다.

## 교통
철도 없음(가장 가까운 역은 나가사키 본선 도노오역). 사이카이 교통의 버스가 시간당 1대 정도 운행한다. 나가사키 시내로 가려면 대부분 사쿠라사토 터미널에서 환승해야 하지만, 일부 버스는 나가사키 신치 터미널까지 직통으로 운행한다.
이케시마로 가는 배편은 가미우라항 및 세토항에서 페리가 운행되며, 마쓰시마, 오시마, 마나카, 사세보로 가는 항로도 있다.

### 도로
- 국도 202호선

## 자매 도시
- 프랑스 보쉬흐오흐(Vaux-sur-Aure) (2005년)